# Hurva gästgivaregård
Hurva gästgivaregård är en gästgivaregård i Hurva. Gästgivarprivilegier lär ha utfärdats första gången 1665. Den nuvarande byggnaden uppfördes 1865, efter att det tidigare gästgiveriet brunnit ner 1837. 

## Bildgalleri

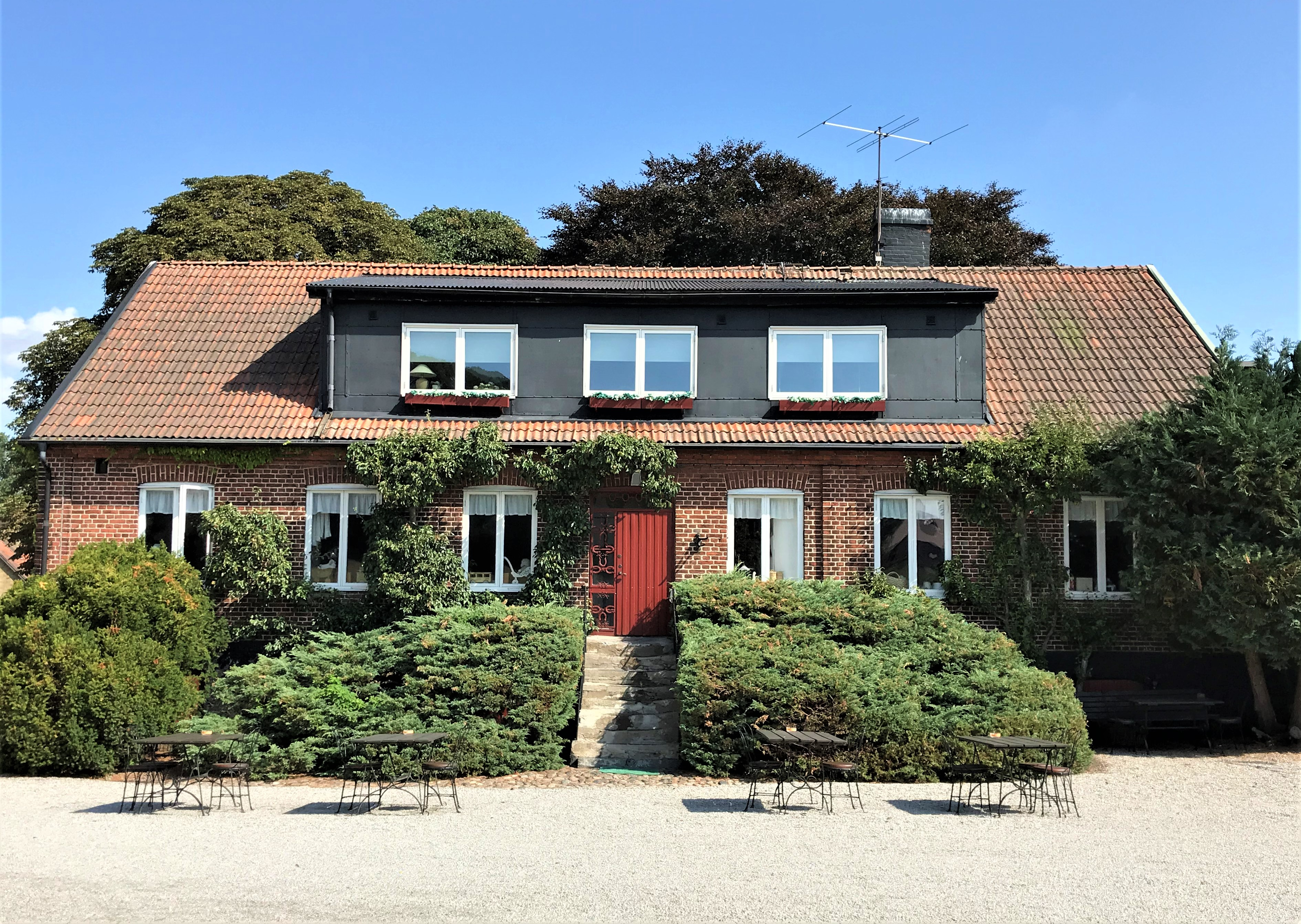
Hurva gästgivaregård
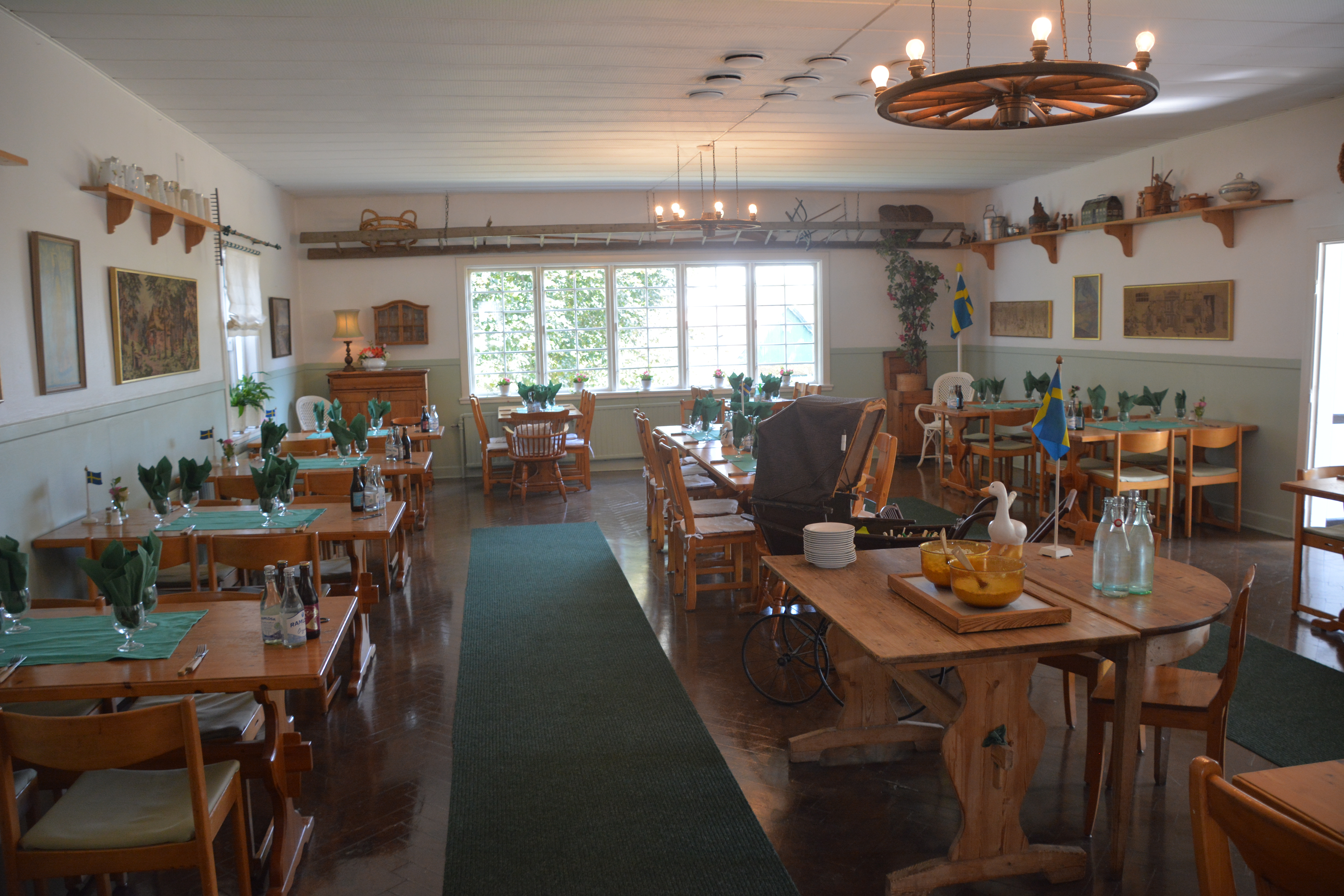
Interiör